# تيم فلانري
تيم فلانري (بالإنجليزية: Tim Flannery)‏ عالم الأحياء القديمة الأسترالي والمتخصص في علم دراسة الثدييات وحماية البيئة والاحترار العالمي، وُلد في ملبورن، ولاية فيكتوريا في 28 يناير 1956. ويشغل منصبة مفوض رئيس لجنة المناخ الأسترالية، وهي هيئة مستقلة لتوفير المعلومات المتعلقة بتغير المناخ إلى الجمهور الأسترالي. اختير رجل العام في أستراليا سنة 2007 ، ويعمل حاليا أستاذا ويشغل منصب الرئيس المشارك في الاستدامة البيئية في جامعة ماكواري. وهو أيضا رئيس مجلس المناخ في كوبنهاغن، المجموعة الدولية.للتوعية بتغير المناخ. وغالبا ما يشار إلى وجهات نظره المثيرة للجدل في بعض الأحيان حول إغلاق محطات الفحم التقليدية والتي تطلق الطاقة لتوليد الكهرباء على المدى المتوسط في وسائل الإعلام.

## خلفيته
تربى فلانري في عائلة كاثوليكية في ضاحية ساندرينغام في ملبورن، قرب ساحل بورت فيليب، حيث تعلم الصيد ورياضة الغوص وتعرف على التلوث البحري وآثاره على العضويات الحية. أكمل دراسة بكالوريوس الفنون في اللغة الإنجليزية في جامعة لا تروب في عام 1977، ثم غير ميوله ليتجه نجو ماجستير في العلوم في علوم الأرض في جامعة موناش في عام 1981. ثم غادر ملبورن باتجاه سيدني، مستمتعًا بمناخها شبه الاستوائي وتنوع فصائل الكائنات الحية فيها. في عام 1984، حصل فلانري على الدكتوراه من جامعة نيو ساوث ويلز في علم المستحاثات عن أعماله المتعلقة بتطور الكنغريات (الكنغر).
تبوأ فلانري العديد من المناصب الأكاديمية خلال مسيرته المهنية. أمضى العديد من سنواته في أديلايد، من بينها فترة كأستاذ (بروفيسور) في جامعة أديلايد، وسبع سنوات مديرًا لمتحف جنوب أستراليا. كان أيضًا رئيس علماء الأبحاث في المتحف الأسترالي، وعمل خلال ذلك الوقت على إنقاذ حيوانات البندقوط في الرأس الشمالي. حصل عام 1999 على مقعد الأساتذة الزائرين الخاص بالدراسات الأسترالية في جامعة هارفرد، وهو منصب لمدة عام واحد. عُين فلانري في عام 2002 رئيسًا لمجلس الاستدامة البيئية في جنوب أستراليا.
أصبح فلانري في عام 2007 أستاذًا في تركيز الأبحاث المميزة الخاصة بأخطار المناخ في جامعة ماكواري. غادر جامعة ماكواري في منتصف عام 2013. فلانري عضوُ أيضًا في مجموعة وينتوورث للعلماء المعنيين، وحاكم الصندوق العالمي للطبيعة في أستراليا. ساهم في أكثر من 143 ورقة علمية.
كان فلانري مستشارًا خاصًّا بالتغير المناخي لرئيس وزراء جنوب أستراليا مايك ران، وكان عضوًا في مجلس كوينزلاند للتغير المناخي الذي أسسه وزير كوينزلاند للاستدامة والتغير المناخي والابتكار أندرو ماكنامارا. أُعلن في فبراير 2011 أن فلانري قد عُين رئيسًا للجنة التغير المناخي التي أسستها رئيسة الوزراء جوليا غيلارد لشرح التغير المناخي والحاجة لكون سعر الكربون عامًّا.
يمتلك منزلًا بمزايا بيئية في كوبا بوينت على نهر هوكسبيري، على بعد 40 كم شمال سيدني، ولا يمكن الوصول له إلا بواسطة القوارب.

## لجنة المناخ ومجلس المناخ
عينت الحكومة الأسترالية فلانري في 10 فبراير 2011 رئيسًا للجنة المناخ. كانت اللجنة عبارة عن مجلس مكون من رواد العلماء وخبراء الأعمال كانت مهمتهم توفير مصدر معلومات «مستقل وموثوق» لكل الأستراليين.
في 19 سبتمبر 2013، أزيح فلانري عن منصبه رئيسًا للجنة عن طريق مكالمة هاتفية من وزير البيئة الفدرالي الجديد غريغ هانت. «كانت محادثةً قصيرةً ولبقةً» وفق ما يذكره فلانري. «أنا شبه متأكد أن الحكومة لم تكن في اجتماع عندما فعلوا ذلك. ما أذكره جيدًا جدًّا أنه كان أول عمل تقوم به الحكومة ]أي حكومة أبوت[... ألغي موقع الويب الذي أمضينا وقتًا طويلًا في إعداده دون تقديم أي تبرير على الإطلاق حسب علمي. كان يعطي معلومات أساسية يستخدمها العديد من الأشخاص -من المدرسين وآخرين- لمجرد الحصول على فهم أفضل لما هي علوم المناخ في الحقيقة». أُعلن أيضًا أن اللجنة ستُحل وتنتقل مهامها وصلاحياتها لوزارة البيئة مباشرةً.
بحلول 6 أكتوبر 2013، كان فلانري ومفوضون آخرون قد أطلقوا هيئةً جديدةً تسمى مجلس المناخ. أخبر فلانري شبكة أخبار إيه بي سي نيوز أن المنظمة صرحت بامتلاكها نفس أهداف لجنة المناخ السابقة، وهي توفير معلومات مستقلة عن علوم التغير المناخي. عُينت أماندا ماكينزي في منصب الرئيس التنفيذي. بين 24 سبتمبر و6 أكتوبر كان مجلس المناخ الجديد قد جمع مليون دولار من تبرعات العامة، وهي تكفي لعمل المنظمة لمدة 12 شهرًا. يعتمد استمرار مجلس المناخ على تبرعات العامة.
مجلس المناخ هو حاليًّا منظمة التواصل الرائدة في مجال التغير المناخي. يوفر المجلس استشارات موثوقة من خبراء لعموم الأستراليين فيما يخص التغير المناخي والحلول المبنية على أحدث العلوم المتوفرة. فلانري رئيس مجلس المناخ، وهو متحدث إعلامي منتظم في منصبه هذا في المناسبات ومساهم في تأليف تقارير عن علوم المناخ والطاقة.

## إسهاماته العلمية

الدنقيس، نوع من الكنغر الشجري وصفه فلانري لأول مرة

### علم الثدييات
كانت أوائل أبحاث فلانري تركز على تطور الثدييات في أستراليا. وصف -كجزء من دراساته في الدكتوراه- 29 مستحاثة لفصائل الكنغر من بينها 11 أجناس جديدة وثلاث عائلات فرعية جديدة. في تسعينيات القرن العشرين، نشر فلانري ثدييات غينيا الجديدة (مطبعة كورنل) وثدييات ما قبل التاريخ في أستراليا وغينيا الجديدة (مطبعة جون هوبكنز)، وهما من أكثر الأعمال شمولًا في موضوعاتهما. خلال تسعينيات القرن العشرين، مسح فلانري ثدييات ميلانيزيا -مكتشفًا 29 نوعًا جديدًا- وكان له دور رائد في جهود الحفظ في المنطقة.
اختير الاسم المحدد لخفاش وجه القرد الأكبر (بتيرالوبيكس فلايريي)، الموصوف في عام 2005، تكريمًا لفلانري.
أدت أعمال فلانري إلى أن يصفه السير ديفيد آتنبورو بكونه «من بين أعظم المستكشفين في العالم كالدكتور ديفيد ليفينغستون».

### علم المستحاثات
اكتشف فلانري في عام 1980 مستحاثات ديناصورات على الساحل الجنوبي لفيكتوريا وفي عام 1985 كان له دور في الاكتشاف المهم لمستحاثات ثدييات العصر الطباشيري. مدد هذا الاكتشاف الأخير سجل مستحاثات الثدييات الأسترالية 80 مليون عام إلى الوراء. خلال ثمانينيات القرن العشرين، وصف فلانري معظم فصائل الحيوانات الضخمة في العصر الحديث الأقرب في غينيا الجديدة بالإضافة إلى سجل مستحاثات الفلنجريات، وهي عائلة من عوائل الأبسوم.

### العمل على التعداد السكاني واستخدام الأراضي
نشر فلانري في عام 1994 آكلوا المستقبل: تاريخ بيئي للأراضي والشعوب الأسترالية.
يعنى ملخص العمل بثلاث موجات من هجرة البشر في هذه المناطق. وصف فلانري هذه الموجات بأنهم «آكلوا المستقبل». كانت الموجة الأولى تمثل الهجرة إلى أستراليا من جنوب شرق آسيا قبل نحو 40,000 – 60,000 عام. الموجة الثانية كانت الهجرة البولينيزية إلى نيوزيلندا والجزر المحيطة قبل نحو 800-3500 عام. الموجة الثالثة والأخيرة حسب وصف فلانري هي الاستعمار الأوروبي في نهاية القرن الثامن عشر.

يصف فلانري تطور الموجة الأولى من آكلي المستقبل كما يلي:
قبل ستين ألف سنة أو أكثر كانت التقنية البشرية تتطور بما يمكن اعتباره خطىً لا يمكن إدراكها. ولكن هذا التطور كان سريعًا بما يكفي لإعطاء الأستراليين الأوائل سيادةً كاملةً على «الأراضي الجديدة». كان مستعمرو الأراضي الجديدة، وقد تحرروا من القيود البيئية لمواطنهم الأصلية وتسلحوا بأسلحة شحذها سباق التسلح الدؤوب في أوراسيا، مؤهلين ليصبحوا أول آكلي مستقبل في العالم.
في حين يستمر الكتاب في إثارة الجدل في بعض فرضياته، فإنه نداء نفير عام لحفظ الإرث الأسترالي الطبيعي.
يجادل فلانري بفرضية أنه حسب معدلات النمو الحالية، فإن أسترالاسيا تعيش حالة تتجاوز قدرتها على استيعاب السكان، لدرجة أن الاستقرار الحيوي فيها قد تضرر. جلب الاستعمار الأوروبي لأستراليا وكاليدونيا الجديدة معه صناعاته الخاصة، وسبل عيش مناسبة «للعالم القديم»، ولكنه مع ذلك ينازع للتأقلم مع «واقعه الثقافي الحيوي». يبرز هذا الواقع في أستراليا بوضوح، حيث خلق المناخ غير المتوقع بالاشتراك مع انعدام الموارد التي تولد الحياة الطبيعية بيئة نباتات وحيوانات تطورت عبر آلاف السنين لتصبح شديدة الكفاءة في استهلاك الطاقة.
تمتع كتاب آكلو المستقبل بالمبيعات الكثيرة وتبني الناقدين. قال ردموند أوهانون، وهو مراسل الملحق الأدبي للتايمز إن «فلانري يحكي قصة جميلة بلغة بسيطة، تبسيط للعلوم بأبهى نسخه الأنتيبودية». مدح الناشط الزميل ديفيد سوزوكي «بصيرة فلانري القوية تجاه مسارنا الحالي المدمر». ولكن بعض الخبراء اختلفوا مع فرضيات فلانري، مبدين قلقهم من كون طريقته الموجهة للعموم، والتي تنتقل بين العديد من المجالات، تتجاهل الأدلة المضادة، ومن كونها بالغة التبسيط.

## وصلات خارجية
- تيم فلانري على موقع الموسوعة البريطانية (الإنجليزية)
- تيم فلانري على موقع مونزينجر (الألمانية)